# سهره‌های علفی
سهره‌های علفی (نام علمی: Emberizoides) نام یک سرده از تیره زردپره‌ایان است.

## گونه‌ها
- سهره علفی دم‌گوه‌ای, Emberizoides herbicola
- سهره علفی دویدا, Emberizoides duidae
- سهره علفی کوچک, Emberizoides ypiranganus